# Festkalender des Königs
Der altägyptische Festkalender des Königs (auch Königsfeste, Erneuerungsfeste) umfasste nur Prozessionen, die der Bestätigung und Erneuerung des amtierenden Herrschers dienten. 

## Hintergrund

### Bestimmung und Erneuerung
Die Priesterschaft markierte nur die Feste als Königsfest, die ausschließlich dem amtierenden Herrscher galten:
| Festriten                        | Inhaltliche Bestimmungen                                                                       |
| -------------------------------- | ---------------------------------------------------------------------------------------------- |
| Göttliche Legitimation           | Nach der Krönung nur als schriftlicher Verweis auf die göttliche Erwählung, ohne Festbegehung. |
| Bestimmung des Königs            | Der amtierende König bestimmt seinen Nachfolger. Selten: Bestimmung durch Gottesorakel.        |
| Thronbesteigungsfest             | Der designierte Nachfolger übernimmt den Thron.                                                |
| Krönungsfest                     | Der Throninhaber erhält nach Beerdigung seines Vorgängers den Thronnamen und die Krone.        |
| Vereinigungsfest im Krönungsfest | Symbolische Vereinigung von Ober- und Unterägypten.                                            |
| Tägliche Erneuerung              | Der König erscheint gemeinsam mit Re jeden Morgen.                                             |
| Königliches Krönungsfest         | Als jährliche Erneuerung nach Vollzug einer Sonnenbahn mit Beginn eines neuen Zyklus.          |
| Min-Fest                         | Königliches Erneuerungs- und Bestätigungsfest.                                                 |
| Sokar-Fest                       | Königliches Erneuerungs- und Bestätigungsfest.                                                 |
| Neheb-kau-Fest                   | Königliches Erneuerungs-, Bestätigungsfest mit Neujahrsfestcharakter.                          |
| Tal-Fest                         | Neues Reich: Königliches Erneuerungs- und Bestätigungsfest.                                    |
| Amun-Re-Fest                     | Neues Reich: Königliches Erneuerungs- und Bestätigungsfest.                                    |
| Opet-Fest                        | Neues Reich: Königliches Erneuerungs- und Bestätigungsfest.                                    |
| Sed-Fest                         | Königliches Erneuerungs- und Bestätigungsfest.                                                 |
| Tod des Königs                   | Bestattung durch seinen designierten Nachfolger und Übertritt in die Duat als Sohn des Osiris. |

### Totenkult und Götterfeste
Totenfeste gehörten dagegen nicht in den Bereich der Königsfeste und unterschieden sich grundsätzlich in ihrem Festcharakter. Gleiches gilt für Zeremonien, die für Gottheiten ausgerichtet wurden und nicht in direktem Zusammenhang mit dem herrschenden König standen.